# Campionato europeo di pallanuoto 1999 (maschile)
Il XXIV campionato europeo di pallanuoto maschile si è disputato a Firenze, presso la Piscina comunale Paolo Costoli, dal 2 all'11 settembre 1999.

È stato il primo Europeo di pallanuoto a disputarsi in maniera indipendente dai Campionati europei LEN, che fino al 1997 si svolgevano secondo le stesse modalità dei Mondiali FINA.
L'Ungheria ha conquistato il suo secondo oro continentale consecutivo (il dodicesimo in assoluto), precedendo la Croazia e i padroni di casa dell'Italia.

## Squadre partecipanti
Hanno preso parte al torneo 12 nazionali. Qualificate di diritto sono state l'Italia, in quanto paese ospitante, e le prime tre classificate dell'Europeo 1997 (Ungheria, Jugoslavia e Russia). Le altre otto hanno disputato un torneo di qualificazione.

GRUPPO A
- Croazia
- Grecia
- Italia
- Slovacchia
- Slovenia
- Ungheria

GRUPPO B
- Germania
- Jugoslavia
- Paesi Bassi
- Romania
- Russia
- Spagna

## Fase preliminare

### Gruppo A
|    | Squadra    | Punti | G | V | N | P | GF | GS | DR  |
| -- | ---------- | ----- | - | - | - | - | -- | -- | --- |
| 1. | Ungheria   | 9     | 5 | 4 | 1 | 0 | 46 | 25 | +21 |
| 2. | Croazia    | 8     | 5 | 4 | 0 | 1 | 40 | 30 | +10 |
| 3. | Italia     | 7     | 5 | 3 | 1 | 1 | 35 | 32 | +3  |
| 4. | Grecia     | 4     | 5 | 2 | 0 | 3 | 32 | 32 | 0   |
| 5. | Slovacchia | 2     | 5 | 1 | 0 | 4 | 29 | 43 | -14 |
| 6. | Slovenia   | 0     | 5 | 0 | 0 | 5 | 26 | 46 | -20 |

- 2 settembre

| Grecia  | 9 – 5 | Slovenia   |
| Croazia | 9 – 7 | Slovacchia |
| Italia  | 7 – 7 | Ungheria   |

- 3 settembre

| Grecia   | 8 – 3  | Slovacchia |
| Ungheria | 11 – 3 | Slovenia   |
| Croazia  | 7 – 6  | Italia     |

- 4 settembre

| Slovacchia | 8 – 7 | Slovenia |
| Croazia    | 6 – 7 | Ungheria |
| Grecia     | 6 – 7 | Italia   |

- 5 settembre

| Croazia    | 9 – 4 | Slovenia |
| Ungheria   | 8 – 3 | Grecia   |
| Slovacchia | 5 – 7 | Italia   |

- 6 settembre

| Slovacchia | 6 – 13 | Ungheria |
| Croazia    | 9 – 6  | Grecia   |
| Italia     | 9 – 7  | Slovenia |

### Gruppo B
|    | Squadra     | Punti | G | V | N | P | GF | GS | DR  |
| -- | ----------- | ----- | - | - | - | - | -- | -- | --- |
| 1. | Spagna      | 8     | 5 | 4 | 0 | 1 | 44 | 33 | +11 |
| 2. | Russia      | 6     | 5 | 3 | 0 | 2 | 37 | 35 | +2  |
| 3. | Jugoslavia  | 5     | 5 | 2 | 1 | 2 | 36 | 33 | +3  |
| 4. | Germania    | 5     | 5 | 2 | 1 | 2 | 26 | 29 | -3  |
| 5. | Romania     | 3     | 5 | 1 | 1 | 3 | 29 | 32 | -3  |
| 6. | Paesi Bassi | 3     | 5 | 1 | 1 | 3 | 33 | 43 | -10 |

- 2 settembre

| Jugoslavia | 7 – 5  | Romania     |
| Spagna     | 9 – 4  | Germania    |
| Russia     | 10 – 7 | Paesi Bassi |

- 3 settembre

| Jugoslavia  | 8 – 9  | Russia  |
| Germania    | 5 – 3  | Romania |
| Paesi Bassi | 8 – 11 | Spagna  |

- 4 settembre

| Spagna      | 6 – 4 | Russia     |
| Germania    | 3 – 3 | Jugoslavia |
| Paesi Bassi | 4 – 4 | Romania    |

- 5 settembre

| Jugoslavia  | 7 – 10 | Spagna   |
| Russia      | 8 – 7  | Romania  |
| Paesi Bassi | 8 – 7  | Germania |

- 6 settembre

| Paesi Bassi | 6 – 11 | Jugoslavia |
| Romania     | 10 – 8 | Spagna     |
| Germania    | 7 – 6  | Russia     |

## Fase finale

### Tabellone
|  | Quarti di finale | Quarti di finale |          |        | Semifinali                | Semifinali                |  |  | Finale | Finale |
|  |                  |                  |          |        |                           |                           |  |  |        |        |
|  |                  |                  |          |        |                           |                           |  |  |        |        |
|  |                  |                  |          |        |                           |                           |  |  |        |        |
|  | Ungheria         | 15               |          |        |                           |                           |  |  |        |        |
|  | Ungheria         | 15               |          |        |                           |                           |  |  |        |        |
|  | Germania         | 4                |          |        |                           |                           |  |  |        |        |
|  | Germania         | 4                | Ungheria | 7      |                           |                           |  |  |        |        |
|  |                  |                  | Ungheria | 7      |                           |                           |  |  |        |        |
|  |                  | Italia           | 5        |        |                           |                           |  |  |        |        |
|  | Russia           | Italia           | 5        | 6      |                           |                           |  |  |        |        |
|  | Russia           |                  |          | 6      |                           |                           |  |  |        |        |
|  | Italia           | 7                |          |        |                           |                           |  |  |        |        |
|  | Italia           | 7                | Ungheria | 15     |                           |                           |  |  |        |        |
|  |                  |                  | Ungheria | 15     |                           |                           |  |  |        |        |
|  |                  | Croazia          | 12       |        |                           |                           |  |  |        |        |
|  | Spagna           | Croazia          | 12       | 6      |                           |                           |  |  |        |        |
|  | Spagna           |                  |          | 6      |                           |                           |  |  |        |        |
|  | Grecia           | 7                |          |        |                           |                           |  |  |        |        |
|  | Grecia           | 7                | Grecia   | 7      | Finale per il terzo posto | Finale per il terzo posto |  |  |        |        |
|  |                  |                  | Grecia   | 7      | Finale per il terzo posto | Finale per il terzo posto |  |  |        |        |
|  |                  | Croazia          | 10       |        |                           |                           |  |  |        |        |
|  | Croazia          | Croazia          | 10       | 9      | Italia                    | 7                         |  |  |        |        |
|  | Croazia          |                  |          | 9      | Italia                    | 7                         |  |  |        |        |
|  | Jugoslavia       | 7                |          | Grecia | 6                         |                           |  |  |        |        |
|  | Jugoslavia       | 7                |          |        | 6                         |                           |  |  |        |        |
|  |                  |                  |          |        |                           |                           |  |  |        |        |
|  |                  |                  |          |        |                           |                           |  |  |        |        |

### Quarti di finale
- 8 settembre

| Ungheria | 15 – 4       | Germania   |
| Russia   | 6 – 7        | Italia     |
| Spagna   | 6 – 7        | Grecia     |
| Croazia  | 9 – 7 (d2ts) | Jugoslavia |

### Semifinali
- 9 settembre—5º/8º posto

| Germania | 7 – 8 | Russia     |
| Spagna   | 8 – 5 | Jugoslavia |

- 9 settembre—1º/4º posto

| Ungheria | 7 – 5  | Italia  |
| Grecia   | 7 – 10 | Croazia |

### Finali
- 8 settembre—11º posto

| Slovenia | 8 – 7 | Paesi Bassi |

- 8 settembre—9º posto

| Slovacchia | 8 – 9 (d3ts) | Romania |

- 10 settembre—7º posto

| Germania | 5 – 8 | Jugoslavia |

- 10 settembre—5º posto

| Russia | 14 – 12 | Spagna |

- 11 settembre—Finale per il Bronzo

| Italia | 7 – 6 | Grecia |

- 11 settembre—Finale per l'Oro

| Ungheria | 15 – 12 | Croazia |

## Classifica Finale
| Pos. | Squadra     |
| ---- | ----------- |
|      | Ungheria    |
|      | Croazia     |
|      | Italia      |
| 4    | Grecia      |
| 5    | Russia      |
| 6    | Spagna      |
| 7    | Jugoslavia  |
| 8    | Germania    |
| 9    | Romania     |
| 10   | Slovacchia  |
| 11   | Slovenia    |
| 12   | Paesi Bassi |